# Roughton (Norfolk)
Roughton is een civil parish in het bestuurlijke gebied North Norfolk, in het Engelse graafschap Norfolk met 934 inwoners.

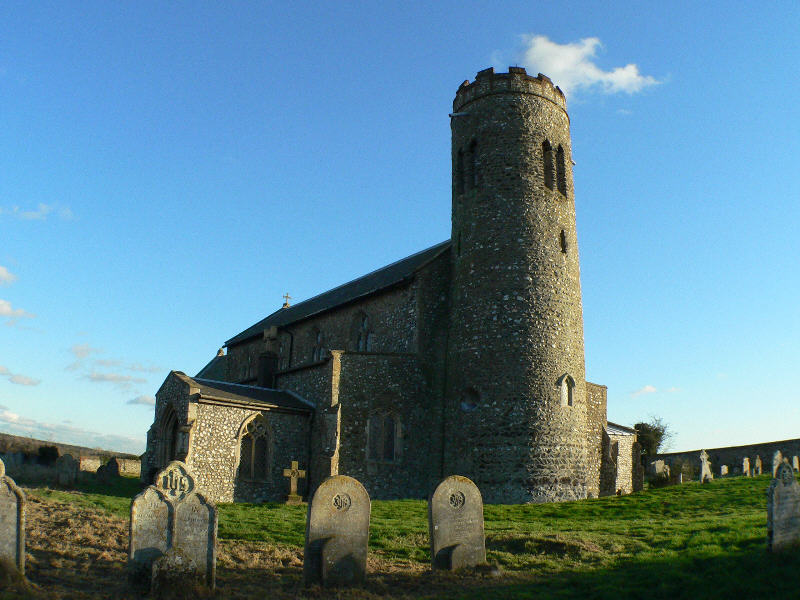
Kerk van Roughton